# Reinhard Wodick
Reinhard Edmund Wodick (* 6. Juli 1936 in Großhansdorf bei Hamburg) ist ein deutscher Sportmediziner und Physiologe.
Nach seinem Abitur an der Stormarnschule in Ahrensburg studierte er an der Universität Marburg und promovierte dort 1968 (Dr. rer. nat.) und 1971 (Dr. med.). Sein Spezialgebiet waren die photometrischen Bestimmungsmethoden in der Physiologie. Lange Jahre war er Professor an der Universität Ulm und leitete dort das sportmedizinische Labor. Seine Arbeit umfasste insbesondere auch Dopingkontrollen. Darüber hinaus setzt er sich engagiert für den Nichtraucherschutz ein.

## Werke
- Die Auswertung von Mehrkomponentensystemen der Kurzzeitspektrophotometrie, Marburg 1968 (Dissertation)
- Neue Auswertverfahren für Reflexionsspektren und Spektren inhomogener Farbstoffverteilung, dargestellt am Beispiel von Hämoglobinspektren, Marburg 1971 (Dissertation)
- Möglichkeiten und Grenzen der Bestimmung der Blutversorgung mit Hilfe der lokalen Wasserstoffclearance, Wiesbaden 1976, ISBN 3-515-02141-8
- (mit Hans Wolter und Dietrich Trincker) Angewandte Physik und Biophysik in Medizin und Biologie, Wiesbaden 1976, ISBN 3-400-00295-X
- (mit Bernd Ullrich und Wolfgang Lüdke) Sauerstoff-Wasser -- ein Geheimnis des Lebens entdeckt!, Regensburg 2001, ISBN 978-3-00-077685-4